# Shirley Robertson
Shirley Ann Robertson (Dundee, 15 luglio 1968) è una velista britannica.
Ha vinto due medaglie d'oro olimpiche nella vela, una alle Olimpiadi 2000 svoltesi a Sydney nella classe Europa e una alle Olimpiadi 2004 di Atene nella classe Yngling.
Ha partecipato anche alle Olimpiadi 1992 e alle Olimpiadi 1996, quindi in totale a quattro edizioni dei giochi olimpici estivi.